# Pelargonija
Pelargónija (znanstveno ime Pelargonium) je rod rastlin z živopisanimi cvetovi, ki povečini izvirajo iz Južne Afrike (okrog 220 do 280 vrst), ostale pa izvirajo iz tropske Afrike, prednje Azije in Avstralije ter nekaterih otokov Indijskega oceana. V Evropo so prišle leta 1701. Kljub obilici okrasnih rastlin je pelargonija v Sloveniji še vedno ena izmed najbolj priljubljenih okenskih in balkonskih rastlin.